# Besiberri del Mig
El Besiberri del Mig és una muntanya de 2.995 m d'altitud, amb una prominència de 64,6 m, que es troba al massís del Besiberri en límit dels termes municipals de la Vall de Boí i de Vilaller, a l'Alta Ribagorça; situada en el límit del Parc Nacional d'Aigüestortes i Estany de Sant Maurici i la seva zona perifèrica.
«El seu nom prové del basc "base-be erri", contrada sota l'espadat. L'aplicació al pic és secundària. Besiberri es digué de la vall i de l'estany, llocs que interessen als pastors i muntanyencs del país».
Es tracta en realitat de dos cims situats en la part central del massís, en la cresta que separa l'occidental Vall de Besiberri i l'oriental Capçalera de Caldes, separades 103,5 metres: el Besiberri del Mig N o Pic Simó de 2.995,9 metres, i el Besiberri del Mig S o Pic Jolís de 2.995,2 metres. Es troba al sud del Besiberri Nord i al nord del Pas de Trescazes.

## Rutes
Rutes:

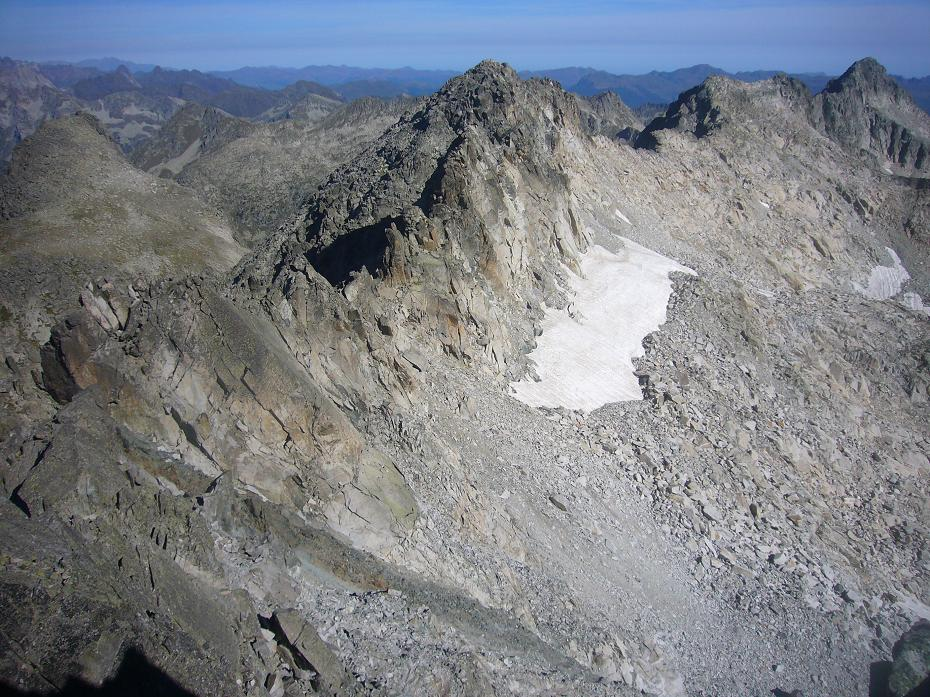
Cresta dels Besiberris (Imatge amb anotacions)

- Capçalera de Caldes. Les dues variants són les rutes més habituals:
  - des del Pantà de Cavallers via: Pletiu de Riumalo, Barranc de Malavesina, Estany de Malavesina i Pas de Trescazes.
  - des del Pantà de Cavallers via: Pletiu de Riumalo, Barranc de Malavesina, Estany de Malavesina, Bretxa Peyta i Pas de Trescazes.
- Vall de Besiberri: per Barranc de Besiberri, Estany de Besiberri i Refugi de Besiberri.
- Vall de Valarties: des del Refugi de la Restanca, Llac de Mar, Estanh Gelat dera Aubaga, Bretxa Peyta i Pas de Trescazes.